# Prüfstand VII
Prüfstand VII (Afprøvningsrampe VII ved Heeresversuchsanstalt Peenemünde på øen Usedom i den tyske delstat Mecklenburg-Vorpommern, var den vigtigste udviklings-, undervisnings- og affyringsrampe for raketten (kendt under betegnelsen V2 („Vergeltungswaffe 2“) (Gengældesvåben 2).

## Beskrivelse
Afprøvningsrampen var omgivet af en elliptisk formet befæstet jordvold, hvor også kontrolstationen var placeret, og derfor blev kaldt "Arena". Til affyringsrampen hørte også en 32 meter høj montagehal. Raketrampen var overdimensioneret til V2 raketterne, da planen senere var at afprøve de langtrækkende A9 og A10-raketter, men på grund den stadig vanskeligere krigssituation kunne de enkelte raketdele ikke fremstilles. A9 og A10 raketterne ("America raketter"), var beregnet til at nå USA.
Ledelsen af anlægget havde raket-ingeniøren Kurt Heinrich Debus (1908-1983), som organiserede de operative opgaver i to arbejdsgrupper: En gruppe var ansvarlig for det mekaniske system og driv systemet, den anden for elektronisk kontrol og instrumentering.
For bedre at følge affyringsprocessen blev der installeret et fjernsynsanlæg, som er verdens første praktiske anvendelse af det industrielle tv.

## Driftsperiode
Prüfstand VII, blev bygget i 1938 og blev indtil rømningen af HVA Peenemünde i februar 1945 benyttet til forsøgsaffyringer af V2-raketterne;– på trods af de store skader det britiske luftangreb i midten af august 1943 („Operation Hydra“) og tre videre luftslag foretaget af USAF den 18. juli samt den 4. og 25. august 1944 forårsagede.
I alt krævede krigsindsatsen med de mobile V2 affyringsraketter fra de forskellige placeringssteder i Tyskland mere end 8000 menneskeliv, hovedsagelig civile. Det største antal af ofre skete den 16. december 1944 i Antwerpen, da en V2 raket ramte biografen „Rex“ og 567 mennesker døde.
Tyskerne benyttede til anlægsarbejdet af raketrampen 1400 slavearbejdere som var krigsfanger og fanger i tre koncentrationslejre på Usedom under krigen. I Peenemünde eksisterede der siden juni 1943 en KZ-arbejslejr. Derudover var der en krigsfangelejr ved Karlshagen og en KZ-lejren ved Trassenheide. Mindst 171 fanger der døde mellem november 1943 og september 1944 blev brændt i et krematorium ved Greifswald, andre lig blev fjernet fra stedet. Desuden var der under de fire allieredes bombeangreb på HVA Peenemünde mange døde.
Kurt Debus, senere direktør for John F. Kennedy Space Center, var ved rømningen den sidste leder af Prüfstand VII. Indtil indstillingen af af affyrings området den 21. februar 1945 blev der affyret 175 forsøgs V2-raketter.

## Efterkrigstiden
Mellem 1948 og 1961 blev det tekniske anlæg ødelagt af den sovjetiske besættelsesmagt. I nutiden er der kun enkelte rester af det store anlæg tilbage.